# Sebastes matsubarai
Espèce
Sebastes matsubarai est une espèce de poissons marins de la famille des Scorpaenidae dont le nom vernaculaire japonais est アコウダイ (akōdai).

## Répartition
Ce poisson se rencontre dans le Pacifique nord-ouest au nord du Japon. Il est présent dans les zones rocailleuses entre 310 et 383 m de profondeur.

## Description
Sebastes matsubarai peut mesurer jusqu'à 60 cm, queue non comprise. C'est une espèce ovovivipare.

## Classification
Le nom valide complet (avec auteur) de ce taxon est Sebastes matsubarai Hilgendorf (d), 1880,.
Sebastes matsubarai a pour synonymes :
- Sebastes matsubarae Hilgendorf, 1880 - invalide (faute d'orthographe)

### Publication originale
- (de) F. Hilgendorf, « Uebersicht über die japanischen Sebastes-Arten », Sitzungsberichte der Gesellschaft Naturforschender Freunde zu Berlin, vol. 1880,‎ 1880, p. 166-172 (ISSN 0037-5942, lire en ligne).